# خووینتس
خووینتس (به چکی: Chvojenec) یک منطقهٔ مسکونی در جمهوری چک است که در ناحیه پاردوبیتسه واقع شده‌است. خووینتس ۶۶۲ نفر جمعیت دارد.